# Nadelholz-Rindenspanner

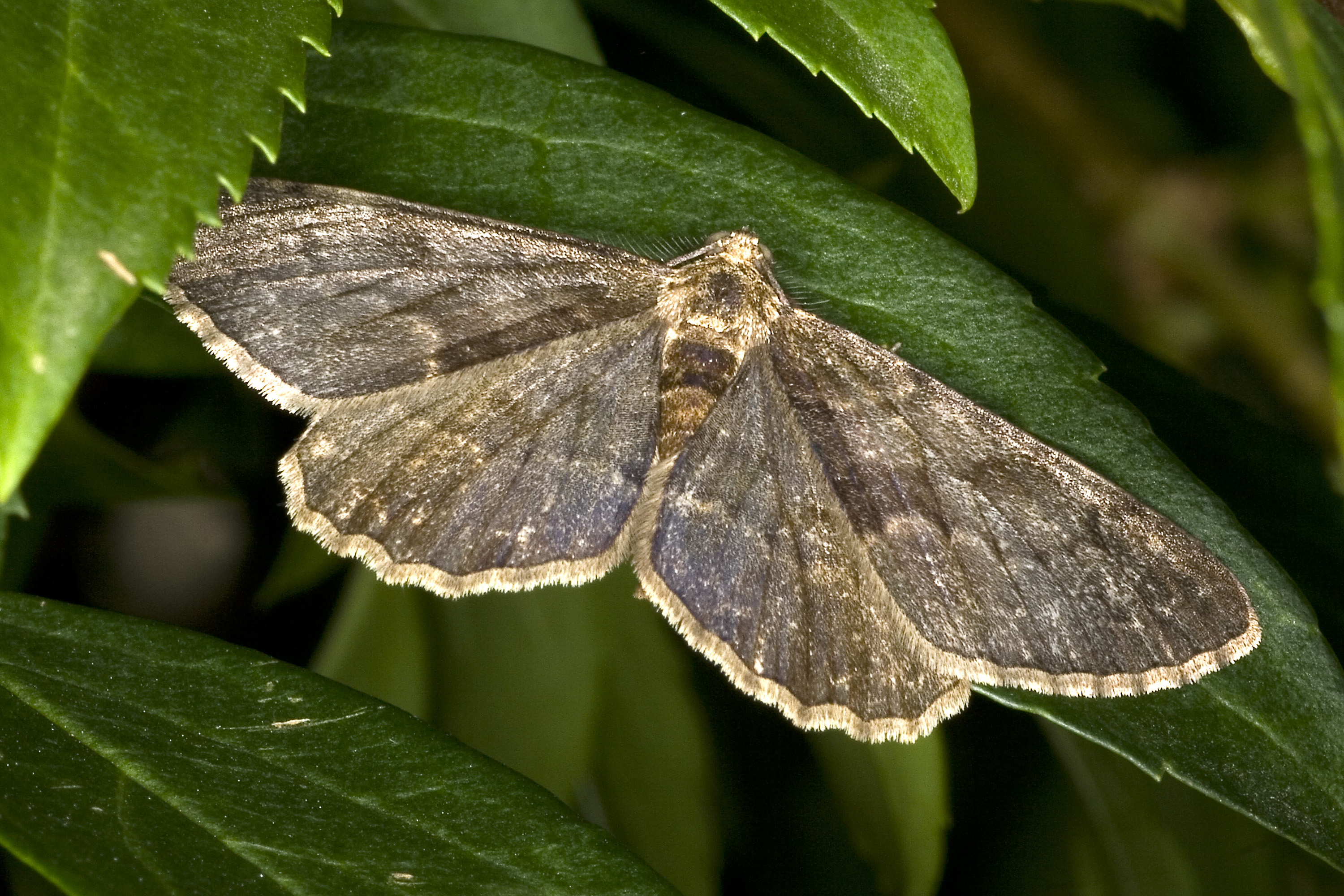
Dunkle Form des Nadelholz-Rindenspanners (Peribatodes secundaria f. nigra)

Der Nadelholz-Rindenspanner (Peribatodes secundaria) ist ein Schmetterling (Nachtfalter) aus der Familie der Spanner (Geometridae).

## Merkmale
Die Falter erreichen eine Flügelspannweite von 32 bis 38 Millimetern. Sie haben grau und hellbraun strukturierte Flügel, auf deren Mitte eine dunkle, teilweise unterbrochene Querbinde verläuft. Nahe dem Flügelaußenrand in der Mitte (Saumfeld) ist ein heller Fleck erkennbar. Die Fühler der Männchen sind im Gegensatz zu den fadenförmigen der Weibchen stark gefiedert.

## Ähnliche Arten
- Peribatodes rhomboidaria

## Unterarten
- Peribatodes secundaria occidentaria[1]
- Peribatodes secundaria secundaria[2]

## Synonyme
- druentiaria Cleu, 1928. Wird von einigen Autoren als Unterart angesehen.[3]

## Vorkommen
Die Tiere leben in Nadel- und Mischwäldern, besonders in hohen Lagen.

## Lebensweise

### Flug- und Raupenzeiten
Der Nadelholz-Rindenspanner bildet eine Generation im Jahr, die von Ende Juni bis Anfang September fliegt. Die Raupen treten ab August in Erscheinung und überwintern.

### Nahrung der Raupen
Die Raupen fressen die Nadeln von Fichten (Picea abies), Kiefern (Pinus spec.) und Wacholder (Juniperus spec.).